# NGC 7402
NGC 7402 је лентикуларна галаксија у сазвежђу Рибе која се налази на NGC листи објеката дубоког неба.
Деклинација објекта је + 1° 8' 42" а ректасцензија 22h 53m 4,4s. Привидна величина (магнитуда) објекта NGC 7402 износи 14,5 а фотографска магнитуда 15,5. NGC 7402 је још познат и под ознакама MCG 0-58-10, CGCG 379-13, NPM1G +00.0613, PGC 69914.